# Uwe Büschken
Uwe Büschken (* 16. října 1953 Oberhausen, Německo) je německý herec.

## Život
Vystudoval Pädagogik- und Psychologiestudium v Münsteru a Schauspielunterricht an der Tribüne v Berlíně.
Dabuje například Matthewa Brodericka, Hugha Granta, Colina Firtha, Matthewa Perryho, Willa Ferrella, Woodyho Harrelsona, Lukea Wilsona a Boba Sageta v sitcomu Full House (1987–1995).
Nadaboval například německou verzi filmu Hrdinové z říše Gaja.
V roce 1995 hrál v německém seriálu Kobra 11 policistu Marcuse Bodmera.
Jeho hlas je slyšet z animovaných seriálů: Dragonball Z den Dämonen Boo a Pinky aus der Zeichentrick-Serie Pinky und der Brain
Žije[kdy?] v Berlíně.

## Filmografie
- 1984: Dorado – One Way
- 1985: Drei gegen Drei
- 1986: Didi auf vollen Touren
- 1986: Die Wicherts von nebenan (epizoda: Ein Auto für Sizilien)
- 1986: Berliner Weiße mit Schuß (epizoda: Der Leihvater/Was kostet das Hündchen?/Bargeflüster/Der Aussteiger/Der Champion)
- 1988: The Contract
- 1988: Der Experte
- 1988: Didi – Der Experte
- 1989: Berliner Weiße mit Schuß (epizoda: Berliner Schnauze/'Gassi' gehn/Mach keinen Zirkus)
- 1990: Wie gut, dass es Maria gibt (epizoda: Johannes wird Vater)
- 1991: Der Hausgeist (epizoda: Jede Menge Probleme)
- 1992: Karfunkel (epizoda: Ich bin ein Kanake)
- 1996: 2 1/2 Minuten
- 1996: Löwenzahn (epizoda: Eine Ess- und Fressgeschichte)
- 1996: Wolkenstein (epizoda: Tod eines Penners)
- 1995: Kobra 11
- 1997: Der Mordsfilm (epizoda: Schwanger in den Tod)

## Dabing (výběr)
- Matthew Broderick z. B. in Inspektor Gadget, Godzilla, Die Frauen von Stepford und The Producers
- Hugh Grant z. B. in Nine Months und Sinn und Sinnlichkeit
- Colin Firth in Was Mädchen wollen, Die Girls von St. Trinian, Mamma Mia
- Matthew Perry in Keine halben Sachen, Keine halben Sachen 2 und Ein Date zu dritt
- Will Ferrell in Verliebt in eine Hexe und Melinda und Melinda
- Dylan Walsh in Nip/Tuck – Schönheit hat ihren Preis
- Woody Harrelson in Der schmale Grat und Abgezockt!
- Luke Wilson in 3 Engel für Charlie – Volle Power und in In 80 Tagen um die Welt
- Bob Saget in Full House
- Jens Albinus in Der Adler – Die Spur des Verbrechens
- Jack Coleman in Heroes
- Pinky in Pinky und der Brain
- Dämon Boo in Dragonball Z und in Dragonball GT
- Mummymon in Digimon 02
- Sango Yokomizo in Detektiv Conan (bis Staffel 3 & in Film 13)
- François Chau in Lost
- Aqua Dolphin in Yu-Gi-Oh! GX
- Jerry O'Connell in Crossing Jordan - Pathologin mit Profil
- 2004: Back to Gaya

## Divadlo
- Tribüne, Berlin
- Theater am Kurfürstendamm, Berlin